# Gran Premi de França del 2001
Resultats del Gran Premi de França de Fórmula 1 de la temporada 2001, disputat al circuit de Nevers Magny-Cours l'1 de juliol del 2001.

## Resultats
| Pos | No | Pilot                 | Equip              | Voltes | Temps/ Retirada         | Pos. de sortida | Punts |
| --- | -- | --------------------- | ------------------ | ------ | ----------------------- | --------------- | ----- |
| 1   | 1  | Michael Schumacher    | Ferrari            | 72     | 1h 33' 36. 3            | 2               | 10    |
| 2   | 5  | Ralf Schumacher       | Williams - BMW     | 72     | + 10.399 s              | 1               | 6     |
| 3   | 2  | Rubens Barrichello    | Ferrari            | 72     | + 16.381 s              | 8               | 4     |
| 4   | 4  | David Coulthard       | McLaren - Mercedes | 72     | + 17.106 s              | 3               | 3     |
| 5   | 12 | Jarno Trulli          | Jordan - Honda     | 72     | + 1' 08.285 min.        | 5               | 2     |
| 6   | 16 | Nick Heidfeld         | Sauber - Petronas  | 71     | + 1 Volta               | 9               | 1     |
| 7   | 17 | Kimi Räikkönen        | Sauber - Petronas  | 71     | + 1 Volta               | 13              |       |
| 8   | 11 | Heinz-Harald Frentzen | Jordan - Honda     | 71     | + 1 Volta               | 7               |       |
| 9   | 9  | Olivier Panis         | BAR - Honda        | 71     | + 1 Volta               | 11              |       |
| 10  | 23 | Luciano Burti         | Prost - Acer       | 71     | + 1 Volta               | 15              |       |
| 11  | 7  | Giancarlo Fisichella  | Benetton - Renault | 71     | + 1 Volta               | 16              |       |
| 12  | 22 | Jean Alesi            | Prost - Acer       | 70     | + 2 Voltes              | 19              |       |
| 13  | 14 | Jos Verstappen        | Arrows - Asiatech  | 70     | + 2 Voltes              | 18              |       |
| 14  | 19 | Pedro de la Rosa      | Jaguar - Cosworth  | 70     | + 2 Voltes              | 14              |       |
| 15  | 20 | Tarso Marques         | Minardi - European | 69     | + 3 Voltes              | 22              |       |
| 16  | 8  | Jenson Button         | Benetton - Renault | 68     | Pressió del combustible | 17              |       |
| 17  | 21 | Fernando Alonso       | Minardi - European | 65     | Motor                   | 21              |       |
| Ret | 18 | Eddie Irvine          | Jaguar - Cosworth  | 54     | Motor                   | 12              |       |
| Ret | 6  | Juan Pablo Montoya    | Williams - BMW     | 52     | Motor                   | 6               |       |
| Ret | 15 | Enrique Bernoldi      | Arrows - Asiatech  | 17     | Motor                   | 20              |       |
| Ret | 10 | Jacques Villeneuve    | BAR - Honda        | 5      | Motor                   | 10              |       |
| NVS | 3  | Mika Häkkinen         | McLaren - Mercedes | -      | Caixa canvi             | 4               |       |

## Altres
- Pole: Ralf Schumacher 1' 12. 989

- Volta ràpida: David Coulthard 1' 16. 088 (a la volta 53)